# Koteł (gmina)
Koteł (bułg. Община Котел) – gmina we wschodniej Bułgarii, w obwodzie Sliwen.

## Miejscowości
Miejscowości wchodzące w skład gminy Koteł:
- Borinci (bułg. Боринци),
- Bratan (bułg. Братан),
- Dybowa (bułg. Дъбова),
- Fiłaretowo (bułg. Филаретово),
- Gradec (bułg. Градец),
- Jabłanowo (bułg. Ябланово),
- Katuniszte (bułg. Катунище),
- Kipiłowo (bułg. Кипилово),
- Koteł (bułg. Котел) – siedziba gminy,
- Małko seło (bułg. Малко село),
- Medwen (bułg. Медвен),
- Mokren (bułg. Мокрен),
- Nejkowo (bułg. Нейково),
- Orłowo (bułg. Орлово),
- Ostra mogiła (bułg. Остра могила),
- Pydarewo (bułg. Пъдарево),
- Sedłarewo (bułg. Седларево),
- Sokołarci (bułg. Соколарци),
- Strełci (bułg. Стрелци),
- Ticza (bułg. Тича),
- Topuzewo (bułg. Топузево),
- Żerawna (bułg. Жеравна).